# Yu-Gi-Oh! (animatieserie, 1998)
Yu-Gi-Oh! (遊☆戯☆王 Yūgiō, Japans voor koning der spellen) is de naam van de eerste animeserie gebaseerd op de manga Yu-Gi-Oh!. Onder fans staat de serie ook wel bekend als Yu-Gi-Oh: A Shadow Game.

## Productie
De serie werd geproduceerd door Toei Animation en uitgezonden van 4 april tot 10 oktober 1998. Veel van de plots uit de manga werden herschreven zodat ze een hele aflevering besloegen, en het geweld werd sterk verminderd. Ook kregen sommige karakters een groter rol.
De serie is duidelijk anders dan de later gemaakte gelijknamige serie. Zo hebben de personages een andere stemacteur, en soms ook een ander uiterlijk (voorbeeld: Seto Kaiba had groen haar in deze serie en bruin in de latere). De serie is niet uitgebracht buiten Japan.

## Verhaal
De serie beslaat de eerst zeven delen van de manga. Te zien is hoe Yugi Muto de millenniumpuzzel krijgt, en voor het eerst verandert in Yami Yugi. Hij bestraft mensen die iets slechts of kwaadaardigs doen door ze uit te dagen tot zogenaamde schaduwspellen.
In tegenstelling tot de latere serie draaide deze Yu-Gi-Oh-serie ook niet geheel rond het spel Duel Monsters. In de hele serie vindt maar een echt duel plaats tussen Yugi en Kaiba. In de manga versie van Yu-Gi-Oh werd dit spel ook geen Duel monsters genoemd, maar Magic and Wizards.

## Film
De eerste Yu-Gi-Oh! film is gebaseerd op deze serie.

## Seiyū
- Yugi Muto / Dark Yugi (Yami Yugi) - Megumi Ogata
- Katsuya Jono-Uchi (Joey Wheeler) - Toshiyuki Morikawa
- Anzu Mazaki (Téa Gardner) - Yumi Kakazu
- Hiroto Honda (Tristan Taylor) - Ryotaro Okiayu
- Ryo Bakura / Dark Bakura - Tsutomu Kashiwakura
- Seto Kaiba - Hikaru Midorikawa
- Miho Nosaka - Yukana Nogami
- Mokuba Kaiba - Katsue Miwa
- Sugoroku Muto (Solomon Muto) - Takeshi Aono
- Shadi - Kaneto Shiozawa
- Shizuka Jono-Uchi (a.k.a. Shizuka Kawai or Serenity Wheeler) - Michiko Neya
- Miyuki Sakurai - Yuri Amano
- Ryuichi Fuha - Ryo Horikawa
- Ailean Rao - Miina Tominaga
- Ledolly Sheldon - Chikao Ohtsuka
- Tetsu - Nobuyuki Hiyama
- Daimon - Ryuji Saikachi
- Kageyama sister C - Konomi Maeda
- Dragon - Nobuyuki Hiyama
- Kaoruko Himekoji - Yumi Touma
- Pokii - Konomi Maeda
- Pao - Masaya Takatsuka